# Juniorvärldsmästerskapen i alpin skidsport 1999
Juniorvärldsmästerskapen i alpin skidsport 1999 avgjordes i Pra Loup och La Sauze i franska Barcelonnette under perioden 9-14 mars 1999 och var det artonde världsmästerskapet för juniorer.

## Medaljfördelning
| Placering | Nation    | Guld | Silver | Brons | Totalt |
| 1         | Österrike | 6    | 5      | 4     | 15     |
| 2         | Italien   | 2    | 0      | 2     | 4      |
| 3         | USA       | 1    | 1      | 1     | 3      |
| 4         | Sverige   | 1    | 0      | 0     | 1      |
| 5         | Frankrike | 0    | 2      | 1     | 3      |
| 6         | Tyskland  | 0    | 2      | 0     | 2      |
| 7         | Finland   | 0    | 0      | 1     | 1      |
| 7         | Slovenien | 0    | 0      | 1     | 1      |
|           | Totalt    | 10   | 10     | 10    | 30     |

## Resultat Damer
| Datum        | Plats                    | Disciplin   | Guld                | Silver        | Brons               |
| 9 mars 1999  | Barcelonnette, Frankrike | Slalom      | Anja Pärson         | Stefanie Wolf | Elisabeth Görgl     |
| 10 mars 1999 | Barcelonnette, Frankrike | Storslalom  | Denise Karbon       | Silvia Berger | Tanja Poutiainen    |
| 13 mars 1999 | Barcelonnette, Frankrike | Störtlopp   | Kerstin Reisenhofer | Jonna Mendes  | Alison Powers       |
| 14 mars 1999 | Barcelonnette, Frankrike | Super-G     | Karin Blaser        | Silvia Berger | Kerstin Reisenhofer |
| 13 mars 1999 | Barcelonnette, Frankrike | Kombination | Caroline Lalive     | Stefanie Wolf | Kerstin Reisenhofer |

## Resultat Herrar
| Datum        | Plats                    | Disciplin   | Guld                  | Silver      | Brons                 |
| 10 mars 1999 | Barcelonnette, Frankrike | Störtlopp   | Klaus Kröll           | Kurt Engl   | Thomas Graggaber      |
| 11 mars 1999 | Barcelonnette, Frankrike | Super-G     | Manfred Gstatter      | Freddy Rech | Matteo Berbenni       |
| 13 mars 1999 | Barcelonnette, Frankrike | Storslalom  | Christoph Alster      | Freddy Rech | Mitja Dragšič         |
| 14 mars 1999 | Barcelonnette, Frankrike | Slalom      | Massimiliano Blardone | Kurt Engl   | Alexandre Anselmet    |
| 14 mars 1999 | Barcelonnette, Frankrike | Kombination | Kurt Engl             | Mario Matt  | Massimiliano Blardone |